# 유령 (드라마)
《유령》은 2012년 5월 30일부터 2012년 8월 9일까지 SBS에서 방영된 드라마 스페셜이다. 본 드라마는 당초 2012년 8월 2일에 종영될 예정이었으나 2012년 하계 올림픽 중계로 인해 1주일 순연되어 8월 9일에 종영하였다.

## 줄거리
인터넷 및 SNS의 파급력에 대한 경고를 담고 있는 사이버 수사물로, 사이버 세계 속 인간관계를 밝혀내는 사이버 수사대원들의 애환과 활약을 그린 드라마다.

## 등장 인물

### 주요 인물
- 소지섭 : 김우현 / 박기영 역 - 경찰청 사이버 수사대 1팀장 (경위(경감에서 강등))
- 이연희 : 유강미 역 - 사이버수사대 1팀 경위
- 엄기준 : 조현민 역 - 세강증권 대표 → 세강그룹 회장
- 곽도원 : 권혁주 역 - 강력계 에이스 (경감)
- 송하윤 : 최승연 역 - 트루스토리 기자

### 주변 인물
- 이솜 : 신효정 역 - 톱스타, 배우
- 지오 : 이태균 역 - 사이버수사대 1팀 경장, 게임업체 특채 출신
- 임지규 : 변상우 역 - 강력반 출신 (경사)
- 배민희 : 이혜람 역 - 동영상 전문 증거분석 연구원
- 윤지혜 : 구연주 역 - 기자 (우리일보 최초 최연소 여성 시경캡)
- 강태성 : 양승재 역 - 신효정의 전 매니저, 피해자 한유리의 남자친구
- 동방우 : 조경신 역 - 세강그룹 회장, 조현민의 작은아버지
- 권해효 : 한영석 역 - 경찰 (경사)
- 백승현 : 강응진 역 - 디지털 증거분석실 박사(마지막 방송에서는 그만 경찰에 검거돼 경찰서에서 조사를 받고 구속 되었음)
- 최정우 : 신경수 역 - 경찰청 수사국장
- 장현성 : 전재욱 역 - 경찰청 사이버안전국장
- 정동환 : 김석준 역 - 김우현의 아버지, 전직 경찰청 특수수사과 과장
- 정문성 : 염재희 역 - 세이프텍 개발팀 팀원, 조현민의 행동대장(한영석 경사 살해 혐의로 경찰에 체포돼 경찰서에서 조사를 받은 후 구속되지만 유치장에 있다가 강응진이 약을 바뀌치기 해서 그만 사망하게 됨)

### 그 외 인물
- 이재윤 : 조재민 역 - 조경신의 아들, 세강그룹 부회장
- 이기영 : 임치현 역 - 서울중앙지검 검사
- 전인택 : 조경문 역 - 세강그룹 전 회장, 조현민의 아버지, 조경신의 형
- 조영진 : 김흥식 역 - 경찰 간부
- 김성오 : 신효정의 팬 역
- 홍재성 : 기자 역
- 정세형 : 기자 역
- 이준희 : 기자 역
- 정명준 : 뉴스 앵커 역
- 한은선 : 간호사 역
- 강기영 : 부검의 역
- 김새벽 : 백영서 역 - '신효정에게 진실을 요구합니다' 카페 운영자, 신효정의 악플러
- 정다혜 : 정서은 역 - 신효정의 악플러
- 양승걸 : 극단 대표 역
- 조현진 : '더 뮤지컬' 회사 직원 역
- 이지영 : 뮤지컬 제작실장 역
- 이준형 : 마술사 역
- 윤미향 : 김우현의 본가 가사도우미 역
- 박지일 : 문 상무 역 - 조현민 최측근
- 민준현 : 세강증권 보안팀장 역
- 허선행 : 세강증권 직원 역
- 최진호 : 담사명 역 - 홍콩 대형팀 보스
- 강석철 : 대형팀 동영상 유포 알바생 역
- 박성균 : 인터넷진흥원 직원 역
- 손선근 : 국정원 직원 역
- 한창현 : 백신연구소 직원 역
- 주동희 : 인터넷진흥원 직원 역
- 이정훈 : 뉴스 앵커 역
- 양동재 : 노신일 역 - 대한전력 보안팀 직원
- 장가현 : 노신일의 부인 역
- 이승기 : 노신일의 동료직원 역 - 대한전력 보안팀 직원
- 이종래
- 권성현 : 뉴스 앵커 역
- 김대성 : 경찰 간부 역
- 정병호 : 경찰대 교수 역
- 박팔영 : 경찰청장 역
- 조재호 : 기자 역
- 곽지민 : 권은솔 역 - 유급판정을 받고 자살을 하게 된 유강미의 성연고 친구
- 윤홍빈 : 서진원 역 - '전설의 답안지' 사건의 피해 학생
- 한보배 : 곽지수 역 - 성연고 자살 사건의 중요한 열쇠를 쥔 학생
- 하승리 : 정미영 역 - 성연고 학생
- 김민하 : 차수연의 룸메이트 역
- 진경 : 오연숙 역 - 성연고 교사 역
- 최민 : 성연고 체육선생 역
- 김옥지 : 권은솔을 괴롭히는 학생 역
- 하수호 : 해명리조트 매니저 역
- 주성환 : 성연고 자살 사건 담당 형사 역
- 김선은 : 성연고 교사 역
- 엄혜수 : 성연고 학생 역
- 엄예진 : 성연고 학생 역
- 김시연 : 성연고 학생 역
- 이태현 : 성연고 학생 역
- 곽준민 : 성연고 학생 역
- 정현석 : 기자 역
- 권태원 : 남상원 역 - CK전자 사장
- 신복숙 : 김은숙 역 - CK전자 사장 남상원의 아내
- 미상 : 이종훈 역 - 남상원의 전직 운전기사
- 민병애 : 이종훈네 집주인 역
- 최귀화 : 남상원 운전기사 납치 및 감금한 행동대장 역
- 신우철 : 세강그룹 임시주주총회 진행자 역
- 유정호 : 기자 역
- 정찬성 : 세이프텍 직원 역
- 인성호 : 임치현 검사실 수사관 역
- 감서은 : 남상원의 전담 캐디 역
- 조재룡 : 바른용역업체 사장 역 - 루나Bar 사장의 남편
- 김민채 : 한영석의 부인 역
- 구본석 : 조경신의 비서 역
- ? : 강윤우 역 - 조경신의 전 수행비서, 현금 박스를 운반한 남자
- ? : 교통조사과 형사 역
- ? : 폐차장 주인 역
- 공재원 : 세이프텍 직원 역
- 한영광 : 조현민 측 가드 역
- 윤이준 : 특수수사과 팀장 역
- 이정성 : 세강그룹 사장단 회의 진행자 역
- 박건락 : 강응진의 집을 수색하는 경찰 역
- ? : 희망미장원 원장 역
- 이원근 : 권도영 역 - 대형팀 해커
- 강민정 : 검사실 조사관 역
- 김익태 : 부장검사 역
- 이창 : 기자 역
- 유승민 : 기자 역
- 유장영 : 세이프텍 직원 역
- ? : 세이프텍 보안서버실 직원 역
- ? : 사이버테러 대응팀 직원 역
- 조덕제 : 수사실장 역
- 허준석 : 정동윤 역 - 임치현 피습사건 가해자
- 김태영 : 의사 역
- 이두경 : 경찰 역
- 조선옥 : 간호사 역
- 최효상 : 조재민 사건의 재판장 역
- 조승연 : 조재민 사건의 검사 역
- ? : 조재민 측 변호사 역
- 서진욱 : 의사 역
- 박혜진 : 신효정의 어머니 역
- 이금주 : 신효정의 이모 역
- 김서정 : 기자 역
- 고유미 : 기자 역
- 김성훈 : 기자 역
- 이가령 : 회사 직원 역
- ? : 신효정의 스타일리스트 역
- 최무인 : 형사 역
- 김홍석 : 세이프텍 본부장 역

### 아역
- 이다경 : 지하철에서 양승재를 본 아이 역
- 이태우 : 김선우 역 - 김우현의 아들
- 이준형 : 한영석의 아들 역

### 특별출연
- 최다니엘 : 박기영 역 - 김우현의 경찰대 동기, 트루스토리 신문사 대표, 해커 하데스
- 장항준 : 루나Bar 건물 관리인 역 (11회)

## 사운드 트랙
아래는 싱글음반과 정규음반에 포함된 곡들이며, 정렬기준은 출시 순이다.

### Part.1
| #  | 제목                                    | 작사        | 작곡   | 재생 시간 |
| -- | --------------------------------------- | ----------- | ------ | --------- |
| 1. | 〈Burn Out〉 (블락비 (Block B))         | ZEENAN, P.O | 오승은 | 3:47      |
| 2. | 〈Burn Out (Inst.)〉 (블락비 (Block B)) |             | 오승은 | 3:47      |

### Part.2
| #  | 제목                             | 작사   | 작곡                                                      | 재생 시간 |
| -- | -------------------------------- | ------ | --------------------------------------------------------- | --------- |
| 1. | 〈그리워 운다〉 (신보라)         | 서해원 | JAMELLE FRALEY, BRANDON FRALEY, CINDY MORGAN(JAM FACTORY) | 4:14      |
| 2. | 〈그리워 운다 (Inst.)〉 (신보라) |        | JAMELLE FRALEY, BRANDON FRALEY, CINDY MORGAN(JAM FACTORY) | 4:14      |

### Part.3
| #  | 제목                        | 작사   | 작곡   | 재생 시간 |
| -- | --------------------------- | ------ | ------ | --------- |
| 1. | 〈어떻게〉 (이기찬)         | 이기찬 | 이기찬 | 4:15      |
| 2. | 〈어떻게 (Inst.)〉 (이기찬) |        | 이기찬 | 4:15      |

### Part.4
| #  | 제목                                   | 작사   | 작곡   | 재생 시간 |
| -- | -------------------------------------- | ------ | ------ | --------- |
| 1. | 〈그리워서 눈물나서〉 (이수영)         | Zeenan | 김희원 | 4:05      |
| 2. | 〈그리워서 눈물나서 (Inst.)〉 (이수영) |        | 김희원 | 4:05      |

### 정규앨범
| #   | 제목                                       | 작사         | 작곡                                                      | 재생 시간 |
| --- | ------------------------------------------ | ------------ | --------------------------------------------------------- | --------- |
| 1.  | 〈유령 (같이 사랑했잖아)〉 (MBLAQ)         | 김지수       | 김지수                                                    | 4:00      |
| 2.  | 〈그리워 운다〉 (신보라)                   | 서해원       | JAMELLE FRALEY, BRANDON FRALEY, CINDY MORGAN(JAM FACTORY) | 4:14      |
| 3.  | 〈그리워서 눈물나서〉 (이수영)             | Zeenan       | 김희원                                                    | 4:05      |
| 4.  | 〈Burn Out〉 (블락비 (Block B))            | Zeenan, P. O | 오승은                                                    | 3:47      |
| 5.  | 〈어떻게〉 (이기찬)                        | 이기찬       | 이기찬                                                    | 4:15      |
| 6.  | 〈Ghost〉 (Various Artists)                |              | 박준수, 유현종                                            | 1:29      |
| 7.  | 〈Save You〉 (Various Artists)             |              | 김지수                                                    | 2:40      |
| 8.  | 〈Goodbye, My Face〉 (Various Artists)     |              | 김지수                                                    | 2:50      |
| 9.  | 〈Mysterious Man〉 (Various Artists)       |              | 유현종                                                    | 2:10      |
| 10. | 〈Steganography〉 (Various Artists)        |              | 최성욱, 최성권                                            | 2:10      |
| 11. | 〈New Life〉 (Various Artists)             |              | 김지수                                                    | 3:12      |
| 12. | 〈Beautiful Agony〉 (Various Artists)      |              | 박준수, 문승찬                                            | 2:26      |
| 13. | 〈Stuxnet〉 (Various Artists)              |              | 최성욱, 최성권                                            | 1:49      |
| 14. | 〈Slow Walking〉 (Various Artists)         |              | 배보람                                                    | 1:00      |
| 15. | 〈Black Out〉 (Various Artists)            |              | 최성욱, 최성권                                            | 1:32      |
| 16. | 〈유령 (같이 사랑했잖아) (Inst.)〉 (MBLAQ) |              | 김지수                                                    | 4:00      |
| 17. | 〈Burn Out (Inst.)〉 (Various Artists)     |              | 오승은                                                    | 3:47      |

## 시청률
최저 시청률과 최고 시청률은 시청률 조사회사와 지역별로 시청률에 차이가 있을 수 있습니다.
| 2012년      | 2012년      | 2012년         | 2012년       | 2012년         | 2012년       |
| 회차        | 방송일      | TNmS 시청률    | TNmS 시청률  | AGB 시청률     | AGB 시청률   |
| 회차        | 방송일      | 대한민국(전국) | 서울(수도권) | 대한민국(전국) | 서울(수도권) |
| ----------- | ----------- | -------------- | ------------ | -------------- | ------------ |
| 제1회       | 5월 30일    | 10.7%          | 13.4%        | 7.6%           | 8.6%         |
| 제2회       | 5월 31일    | 12.1%          | 14.5%        | 8.9%           | 9.9%         |
| 제3회       | 6월 6일     | 13.0%          | 17.7%        | 11.4%          | 13.3%        |
| 제4회       | 6월 7일     | 14.2%          | 17.3%        | 11.8%          | 12.3%        |
| 제5회       | 6월 13일    | 11.9%          | 15.3%        | 10.6%          | 11.9%        |
| 제6회       | 6월 14일    | 13.1%          | 16.0%        | 12.2%          | 13.7%        |
| 제7회       | 6월 20일    | 12.7%          | 14.9%        | 10.8%          | 11.8%        |
| 제8회       | 6월 21일    | 14.1%          | 17.0%        | 11.2%          | 12.6%        |
| 제9회       | 6월 27일    | 13.1%          | 15.8%        | 11.1%          | 11.6%        |
| 제10회      | 6월 28일    | 13.5%          | 17.0%        | 11.0%          | 12.0%        |
| 제11회      | 7월 4일     | 14.1%          | 17.1%        | 11.4%          | 12.0%        |
| 제12회      | 7월 5일     | 15.6%          | 17.9%        | 13.8%          | 15.0%        |
| 제13회      | 7월 11일    | 15.7%          | 19.6%        | 13.3%          | 14.3%        |
| 제14회      | 7월 12일    | 17.0%          | 20.4%        | 14.2%          | 15.7%        |
| 제15회      | 7월 18일    | 15.3%          | 18.3%        | 13.4%          | 14.9%        |
| 제16회      | 7월 19일    | 16.0%          | 19.8%        | 13.9%          | 15.4%        |
| 제17회      | 7월 25일    | 14.5%          | 16.9%        | 13.3%          | 15.0%        |
| 제18회      | 7월 26일    | 16.5%          | 19.4%        | 15.3%          | 16.0%        |
| 제19회      | 8월 8일     | 13.3%          | 16.5%        | 12.9%          | 14.3%        |
| 제20회      | 8월 9일     | 13.7%          | 16.4%        | 12.2%          | 12.8%        |
| 평균 시청률 | 평균 시청률 | 14.0%          | 17.1%        | 12.0%          | 13.2%        |

## 결방 사유
- 2012년 8월 1일 ~ 8월 2일 : 2012년 하계 올림픽 중계로 인해 결방[1]

## 이모저모
- 소지섭은 렉스턴 W, 곽도원은 코란도 스포츠, 이연희는 코란도 C 등의 차량을 쌍용자동차로부터 협찬받았다.

## 수상 경력
- 2012년 SBS 연기대상 10대스타상, 드라마스페셜 최우수연기상 소지섭
- 2012년 SBS 연기대상 드라마스페셜 특별연기상 곽도원

## 동시간대 드라마
- KBS 수목드라마

《각시탈》 (2012년 5월 30일 ~ 2012년 9월 6일)
- MBC 수목 미니시리즈

《아이두 아이두》 (2012년 5월 30일 ~ 2012년 7월 19일)

## 같이 보기
- 오페라의 유령 (뮤지컬)
- 사이버 전쟁
  - 파이어세일 공격(firesale attack) - 영화 다이하드 4.0에서 처음 대중적으로 쓰였으며, '전면적인 사이버 전쟁'을 뜻한다
- 스턱스넷
- 에너미 오브 스테이트